# Luigi Cantarelli
Luigi Cantarelli (Udine, 1858 – Roma, 1931) è stato uno storico italiano.
Fu tra i più importanti studiosi della civiltà bizantina.

## Biografia
Nato nel Friuli, quando Udine era ancora sotto la giurisdizione della Repubblica di Venezia, fu libero docente ed incaricato di storia bizantina all'Università di Roma, inoltre entrò nell'Accademia dei Lincei e fu membro di molte altre istituzioni culturali.
I suoi interessi principali erano lo studio dell'archeologia e della storia altomedievale.
Tra le sue maggiori pubblicazioni si annoverano: Annali d'Italia (455-476), La diocesi italiana, Studi romani e bizantini.